# Mp3HD

Логотип

mp3HD — формат компресії аудіо-файлів без втрат, представлений в березні 2009 року компанією Thomson.
За заявами Thomson, mp3HD зворотно сумісний з широко поширеним форматом mp3. Файл, стиснутий із застосуванням нової технології, містить стандартну частину і додаткову інформацію. При спробі відтворення mp3HD-записи на звичайному МР3-плеєрі програється тільки стандартна доріжка, а при використанні сумісного програмного або апаратного забезпечення декодуються і додаткові дані.
Формат mp3HD дозволяє використовувати бітрейти від 500 до 900 кбіт/с; розмір чотирьоххвилинної композиції в стиснутому вигляді може перевищувати 25 Мб. Тобто mp3HD-композиції займають у кілька разів більше місця в порівнянні із звичайними файлами у форматі mp3.
Компанія Thomson представила утиліту для кодування/декодування аудіозаписів у форматі mp3HD. Програмне забезпечення включає інструментарій, який дозволяє конвертувати WAV-файли у формат mp3HD за допомогою командного рядка, а також плагін для плеєрів Winamp, що забезпечує їхнє відтворення на ПК.

## Виноски
1. ↑  Thomson Introduces mp3HD File Format. Архів оригіналу за 24 березня 2009. Процитовано 25 березня 2009. [Архівовано 2009-03-24 у Wayback Machine.]